# Basta Querer
Basta Querer é o terceiro álbum de estúdio do cantor brasileiro Carlinhos Felix, lançado em 1993 pela MK Music. A obra é uma das mais notáveis da carreira solo de Felix, se destacando pelas canções "Ponto a Ponto", "Basta Querer" e "Diga Lá". Ainda há as regravações de "Pastor da Minh'Alma" e "Primeiro Amor", do Rebanhão, registradas nos discos Semeador (1986) e Novo Dia (1988). O trabalho foi produzido pelo próprio cantor.

## Antecedentes
Entre 1991 e 1992, Carlinhos Felix começou a desenvolver sua carreira solo. Entre os músicos que fizeram parte dessa época, estavam nomes como Jetro Alves, Paulinho Guitarra, Mazinho Ventura e o tecladista do Rebanhão Pedro Braconnot. Em 1993, já estabelecido, Carlinhos montou uma nova banda, incluindo o ainda jovem tecladista Rogério Vieira. Em entrevista ao Super Gospel dada em 2016, Vieira disse que Carlinhos foi o primeiro artista notável com o qual trabalhou:

O Carlinhos Felix tinha acabado de sair da banda Rebanhão e partindo pra carreira solo. Eu já era fã da banda! Lembro me de ir aos shows e ficava vendo o Pedrinho Braconnot cheio de teclados, tocando ao vivo! A banda era a mais forte no Brasil naquela época. Eles viajavam de jatinho e abriram as portas pra muita coisa profissional que hoje acontece. O Carlinhos estava montando a banda que iria viajar com ele, eu fui indicado e não tinha nem teclado pra tocar (tinha um Casio). Foi o Carlinhos que me "deu" o primeiro Korg, e foi ele também que me apresentou o mercado fonográfico pop e me impulsionou a trilhar os caminhos como produtor musical.

## Lançamento e recepção
| Críticas profissionais | Críticas profissionais |
| Avaliações da crítica  | Avaliações da crítica  |
| Fonte                  | Avaliação              |
| ---------------------- | ---------------------- |
| O Propagador           | [ 6 ]                  |

Basta Querer foi lançado em 1993 pela gravadora MK Music em vinil e cassete, e mais tarde também em CD com duas faixas adicionais. O guia discográfico do O Propagador atribuiu 3 estrelas de 5, afirmando que o trabalho "consegue ser mais eclético e alegre que o disco anterior, mas peca pela pouca coesão entre as faixas".

## Faixas
A seguir lista-se as faixas, compositores e durações de cada canção de Basta Querer, segundo o encarte do disco.
| Lado A         |                       |                      |         |  |
| N.º            | Título                | Compositor(es)       | Duração |  |
| 1.             | "Basta Querer"        | Jorge Guedes         | 3:24    |  |
| 2.             | "Diga Lá"             | Michel Joran         | 3:58    |  |
| 3.             | "Pastor da Minh'Alma" | Carlinhos Felix      | 5:02    |  |
| 4.             | "Limite da Voz"       | Rogério Vieira Felix | 4:38    |  |
| 5.             | "Ponto a Ponto"       | Edson Feitosa Felix  | 3:40    |  |
| 6.             | "Primeiro Amor"       | Aurélio Rocha        | 4:30    |  |
| Duração total: | Duração total:        | Duração total:       | 24:48   |  |

| Lado B         |                         |                                              |         |  |
| N.º            | Título                  | Compositor(es)                               | Duração |  |
| 1.             | "Milagre de Amor"       | Orlando César Joran                          | 3:40    |  |
| 2.             | "Quero Te Pedir Perdão" | Reno Magalhães                               | 4:42    |  |
| 3.             | "Vem Me Escutar"        | Magalhães Felix                              | 3:36    |  |
| 4.             | "Deus Tem Um Plano"     | Dick e Bo Baker - D.R, Versão: Ivan de Souza | 4:37    |  |
| 5.             | "Dois ou Três"          | Tikybho Rodrigues                            | 3:42    |  |
| 6.             | "Um Tempo Atrás"        | Aurélio Rocha                                | 3:42    |  |
| Duração total: | Duração total:          | Duração total:                               | 23:45   |  |

| CD e digital   |                         |                                              |         |  |
| N.º            | Título                  | Compositor(es)                               | Duração |  |
| 1.             | "Basta Querer"          | Jorge Guedes                                 | 3:24    |  |
| 2.             | "Diga Lá"               | Michel e Joran                               | 3:58    |  |
| 3.             | "Um Tempo Atrás"        | Carlinhos Felix                              | 3:42    |  |
| 4.             | "Ponto a Ponto"         | Edson Feitosa e Carlinhos Felix              | 3:40    |  |
| 5.             | "Primeiro Amor"         | Aurélio Rocha                                | 4:32    |  |
| 6.             | "Deus Tem Um Plano"     | Dick e Bo Baker - D.R, Versão: Ivan de Souza | 4:37    |  |
| 7.             | "Milagre de Amor"       | Orlando César e Joran                        | 3:42    |  |
| 8.             | "Quero Te Pedir Perdão" | Reno Magalhães                               | 4:42    |  |
| 9.             | "Dois ou Três"          | Tikybho Rodrigues                            | 3:42    |  |
| 10.            | "Eu Sei"                | Carlinhos Felix                              | 2:56    |  |
| 11.            | "Limite da Voz"         | Rogério Vieira e Carlinhos Felix             | 4:25    |  |
| 12.            | "Vem Me Escutar"        | Reno Magalhães e Carlinhos Felix             | 3:36    |  |
| 13.            | "Ao Meu Lado"           | Jorge Guedes e Alexandre Rangel              | 5:04    |  |
| 14.            | "Pastor da Minh’Alma"   | Carlinhos Felix                              | 5:02    |  |
| Duração total: | Duração total:          | Duração total:                               | 54:47   |  |

## Ficha técnica
A seguir estão listados os músicos e técnicos envolvidos na produção de Basta Querer:
Banda
- Arranjos de Base: Carlinhos Felix, Rogério Vieira, Lito Figueira e Reno Magalhães
- Teclados: Rogério Vieira, Lito Figueira e Reno Magalhães
- Baixo: Isma
- Guitarras: Toney Fontes e Carlinhos Felix
- Baterias, Percussões: Sylas Jr.
- Bateria: Assis
- Kal Midi pad: Sylas Jr.
- Arranjos de Metais e Cordas: Lito Figueira
- Saxofone: Zé Canuto
- Vocais de Apoio: Grupo Ébano, Grupo Cem por Um e Ion Muniz

Equipe técnica
- Gravado & Mixado: nos Estúdios da Line Records, no Inverno de 1993
- Masterização: Pró-Master
- Produção e Direção: Carlinhos Felix
- Co-Produção: Toney Fontes
- Engenheiro de Gravação: Rafael Azulay
- Mixagem: Rafael Azulay, Toney e Carlinhos Felix
- Assistente: Rodrigo Benevollo
- Programação Visual: Marina de Oliveira
- Fotografia: Sérgio Botelho